# Sincronismo de flash
Numa câmera fotográfica, sincronismo de flash é definido como o disparo de flash fotográfico em coincidência com o momento em que se expõe o filme fotográfico ou o sensor de imagem à luz.

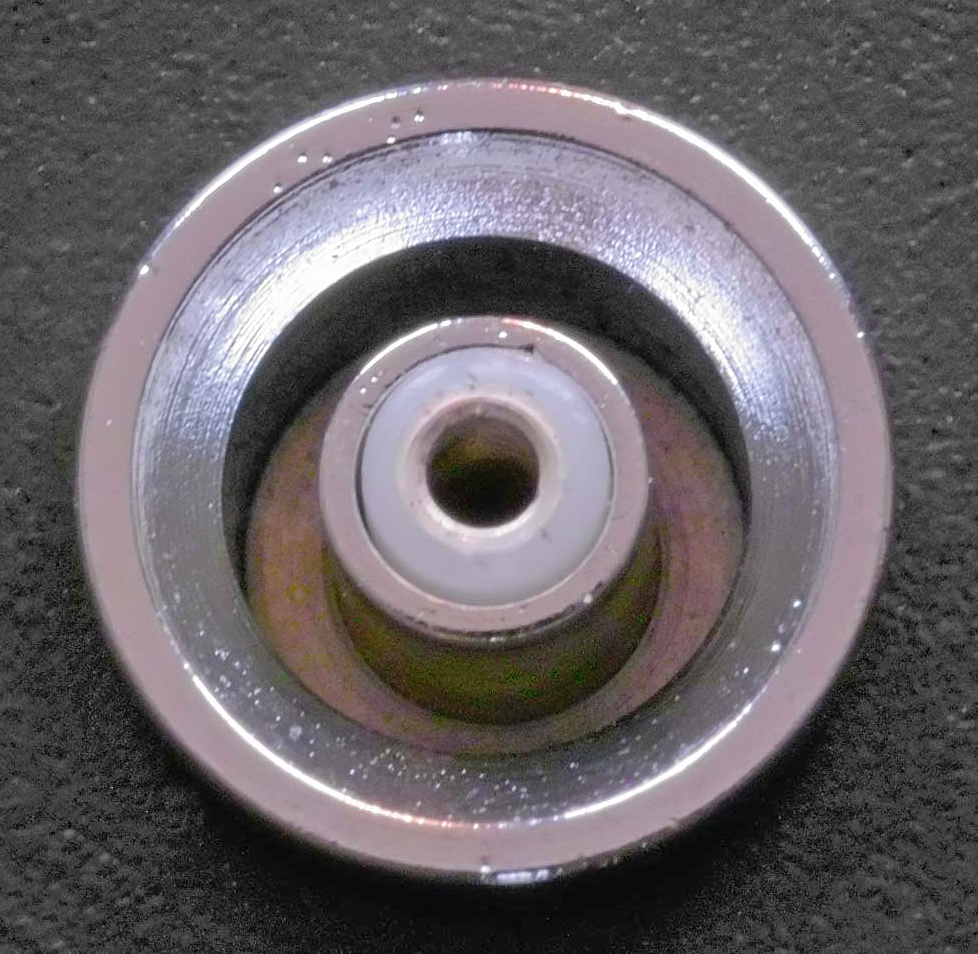
Contato PC

Em câmeras mecânicas, o mecanismo de sincronização é um contato elétrico conjugado ao obturador. Em câmeras eletrônicas digitais, o flash não é disparado diretamente pelo contato elétrico, mas por um circuito temporizador programável acionado pelo contato.
Atualmente, a maioria das câmeras eletrônicas digitais possui um flash eletrônico incorporado ao corpo da câmera sendo que somente câmeras de uso profissional ou semi-profissional ainda possuem contatos para sincronização de flashes externos.

## Sincronização M, F, FP e X
Câmeras projetadas para usar lâmpadas flash geralmente tinham um ou mais dos sincronismos M (rapidez média), F (mais rápida), ou FP (focal plane), sendo a sincronização M a que foi mais largamente utilizada. Neste modo a sincronização procurava tirar o máximo proveito da luz do flash fazendo coincidir o máximo de brilho do flash com a máxima abertura do obturador central, o que era obtido com velocidades por volta de 1/60s. O modo M procurava tirar o máximo proveito da luminosidade da lâmpada flash fixando a velocidade ideal para isso.
A sincronização FP (plano focal) era um modo de sincronismo especial para câmeras com obturadores de cortina usando lâmpadas flash FP (flat-peak) igualmente especiais. Diferentemente do modo M, o sincronismo FP admitia escolher velocidades mais altas em detrimento do rendimento luminoso. No modo FP o contato da lâmpada era fechado antes da abertura da cortina e a cortina se fechava antes da extinção da luz da lâmpada flash. A velocidade usual era de 1/125s e acima.
A sincronização X (xenon) dos flashes eletrônicos está presente na grande maioria das câmeras e é uma unanimidade em câmeras eletrônicas digitais. Neste modo de sincronia o flash é disparado quando as cortinas ou o obturador central está inteiramente aberto o que ocorre a velocidade de cerca de 1/125s nas câmeras com obturador de cortina ou 1/60s em câmaras com obturador central. Em câmeras digitais o obturador não é o único responsável pelo tempo de exposição. Em velocidades mais altas, p.ex. 1/2000s, o tempo de exposição é controlado por um obturador eletrônico que limita a exposição controlando o tempo de integração da imagem pelo sensor de imagem. O tempo de integração pode ser até menor que o tempo de clarão de flash.

### Sincronização de saída
Algumas câmeras eletrônicas digitais têm habilidade para controlar o momento do disparo de flash alguns instantes antes do fechamento do obturador com o objetivo de obter fotos com efeito de arrasto mais naturais. Fotografias de movimentos rápidos com a câmera parada apresentam boa definição do objeto ao final do movimento, e não no meio da da imagem em movimento.

## Sincronismo de flash por cabo

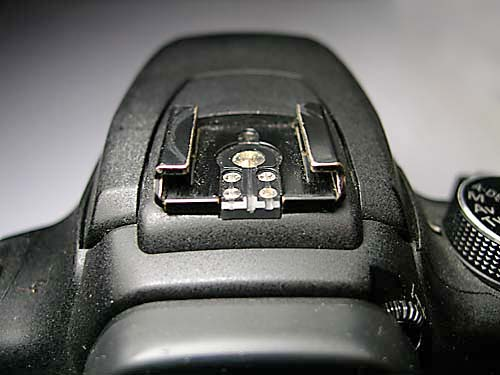
Sapata com contato para flash hot shoe

Câmeras digitais com contato PC são tão raras quanto fotógrafos que o usam, mas continuam presentes em câmeras de estúdio para compatibilizar com a maior parte dos equipamentos profissionais em uso e também como uma opção segura em caso de pane nos equipamentos mais modernos e sofisticados.
Muitas câmeras semi-profissionais dispensam o contato PC por terem um contato com sincronismo X em sua sapata hot shoe. Geralmente os fabricantes disponibilizam adaptador opcional com saída PC para flashes externos. O adaptador não impede o uso de um flash "dedicado" (feitos pelo fabricante especificamente para suas câmeras).
Há muitos adaptadores hot shoe-contato PC à venda no mercado de materiais fotográficos, mas nem sempre são compatíveis com determinado modelo de câmera. É necessário pelo menos certificar-se de que a tensão elétrica do flash é suportada pela câmera ou se é reduzida pelo adaptador. Flashes mais antigos trabalhavam a tensões elétricas bastante elevadas que podem vir a danificar o circuito elétrico da câmera.

## Sincronização sem fio

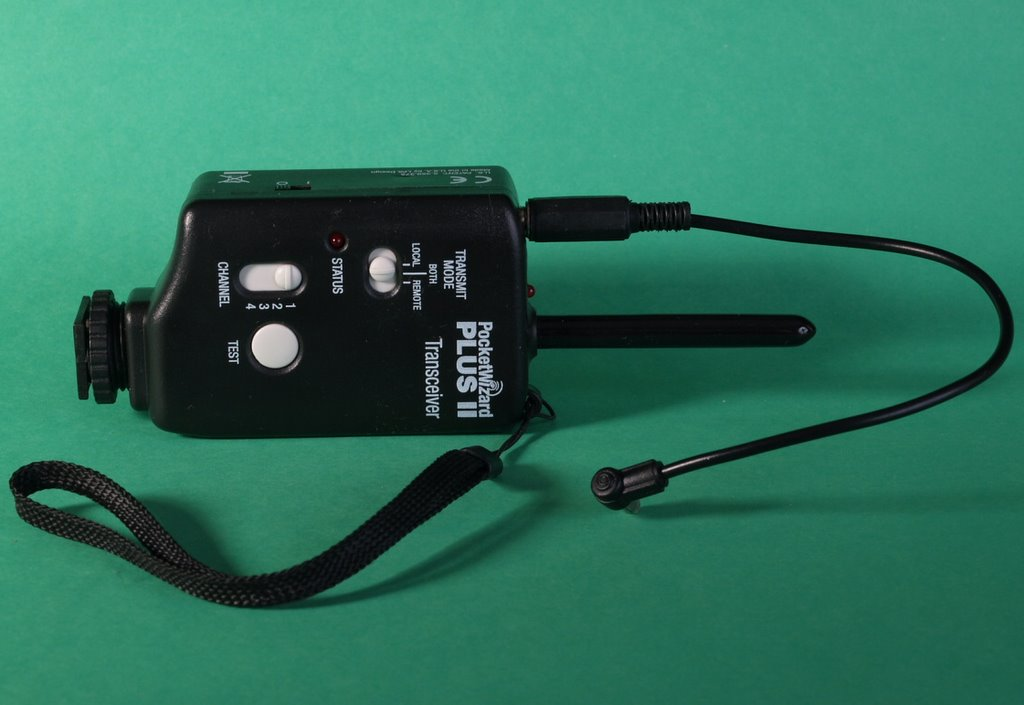
Um transceptor radioflash

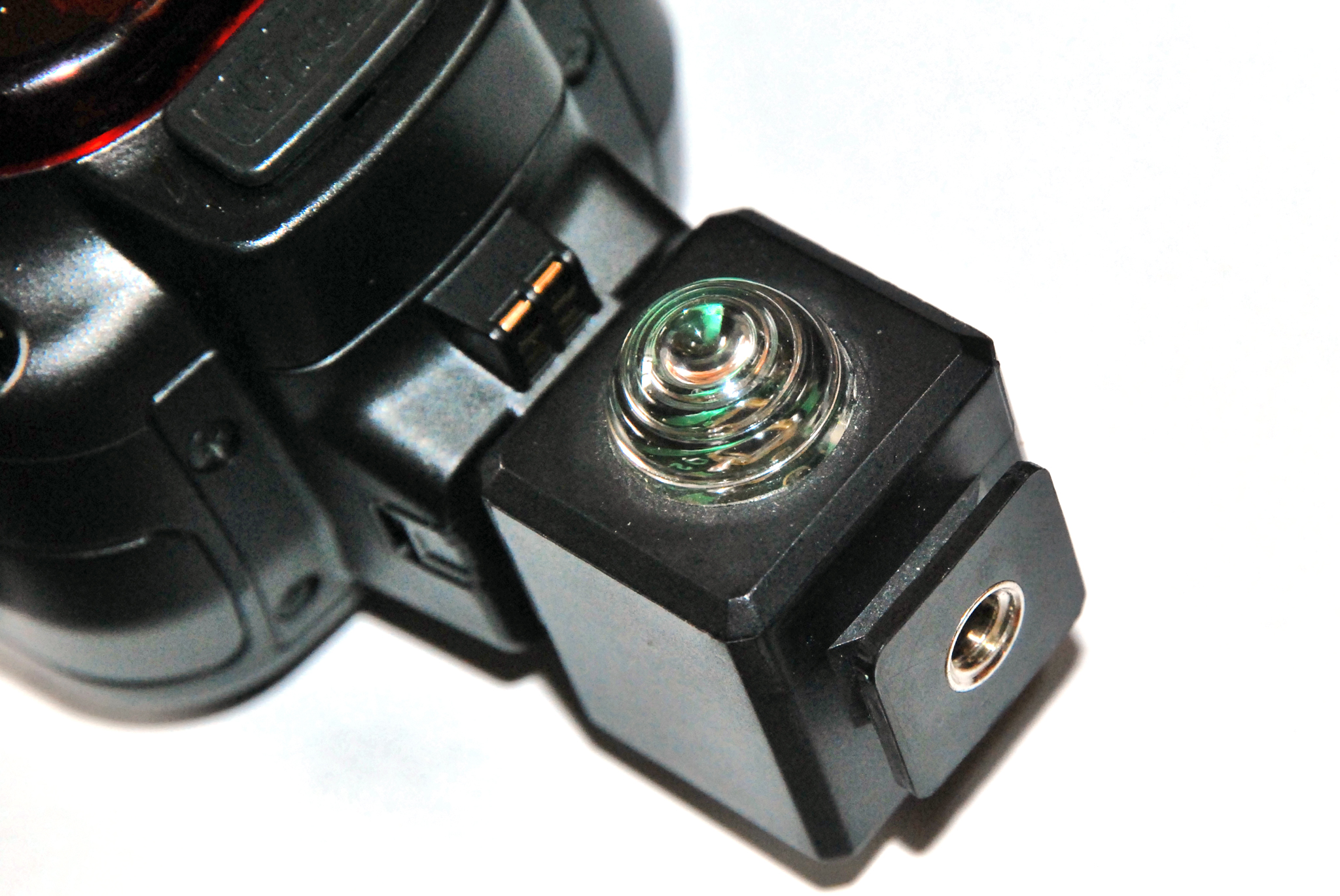
Um flash remoto conectado a uma fotocélula com rosca para montagem sobre tripé

O sinal de sincronização é extensível a flashes cativos
através métodos óticos e sinais de rádio que não necessitam conexão por cabos à câmera ou a um flash principal. Um radio flash requer que um transmissor seja conectado eletricamente à câmera para atuar como gatilho para disparar um ou mais flashes remotos. Já a sincronização por fotocélulas requer o uso de pelo menos um flash ligado diretamente à câmera.
Câmeras digitais costumam disparar pré-flashes para preparação da câmera para a tomada da foto, de modo que é preciso verificar se o adaptador distingue pré-flashes de flash de iluminação propriamente dito.

## Sincronização de câmeras compactas
A maioria das câmeras digitais, se não todas, possui flash incorporado à câmera. No caso de câmeras compactas, flashes externos só podem ser sincronizados através de método ótico. 
Há muitos complicadores na sincronização de flashes com câmeras digitais. Os flashes incorporados são acionados para auxiliar na focagem, para reduzir o efeito olhos vermelhos e como pré-flash para determinar o EV ideal. Todos esses sinais falsos perturbam o sincronismo e impossibilitam o uso de fotocélulas simples. Para sincronizar flashes não dedicados (aqueles que são fabricados pelo fabricante da câmera) é necessário que a fotocélula seja programável ou que seja capaz de identificar o sinal de sincronismo corretamente.